# Pauropygus
Genre
Pauropygus est un genre de collemboles de la famille des Isotomidae.

## Liste des espèces
Selon Checklist of the Collembola of the World (version du 31 août 2019) :
- Pauropygus caussaneli (Thibaud, 1996)
- Pauropygus pacificus Potapov, Gao & Deharveng, 2013
- Pauropygus projectus Potapov, Gao & Deharveng, 2013

## Publication originale
- Potapov, Gao & Deharveng, 2013 : Taxonomy of the Cryptopygus complex. I. Pauropygus - a new worldwide littoral genus (Collembola, Isotomidae). ZooKeys, vol. 304, p. 1-16 (texte intégral).